# Lac Bureau
Pour les articles homonymes, voir Bureau.
Le Lac Bureau est un vaste plan d'eau douce de la partie Sud-Ouest du réservoir Gouin, dans le territoire de la ville de La Tuque, en Haute-Mauricie, dans la région administrative de la Mauricie, dans la province de Québec, au Canada.
Ce lac s’étend dans les cantons de Le May, d'Évanturel, de Myrand, d'Achintre et de Sulte.
À la suite de l’érection complétée en 1948 du barrage Gouin, la forme actuelle du « Lac Bureau » a été façonnée par le rehaussement des eaux du réservoir Gouin. Le niveau de l’eau varie significativement, étant tributaire de la gestion des eaux du barrage Gouin érigé en 1948.
La gestion des eaux au barrage Gouin peut entrainer des variations significatives du niveau de l’eau particulièrement en fin de l’hiver où l’eau est abaissée en prévision de la fonte printanière.
Les activités récréotouristiques constituent la principale activité économique du secteur. La foresterie arrive en second.
La route 404 dessert la vallée de la rivière Oskélanéo et la zone Sud de la Baie du Sud du lac Bureau. Une branche de route forestière dessert le côté Ouest de cette dernière baie.
La surface du lac Bureau est habituellement gelée de la mi-novembre à la fin avril, toutefois la circulation sécuritaire sur la glace se fait généralement du début décembre à la fin de mars.

## Géographie
Les bassins versants voisins du lac Bureau sont :
- côté nord : lac Marmette (réservoir Gouin), Lac du Mâle (réservoir Gouin), ruisseau de la Rencontre, lac McSweeney ;
- côté est : rivière Nemio, lac Lepage (rivière Wacekamiw), lac Atikamekwranan, lac Eriko, Lac Nevers, lac Chapman (réservoir Gouin), baie Bouzanquet, baie Kikendatch ;
- côté sud : Lac Benjamin, rivière Oskélanéo, rivière Mistatikamekw, ruisseau Froissart, rivière Bazin ;
- côté ouest : Baie Saraana, rivière Mégiscane, lac Tessier (réservoir Gouin).

Le lac Bureau est surtout alimenté par la décharge des rivières Nemio (venant de l’Est) et Oskélanéo (venant du Sud). Ce lac est scindé en deux dans le sens Nord-Sud par une presqu’île (rattachée à la rive Sud du réservoir) s’étirant sur 8,2 km vers le Nord, étant enlignée avec une île d’une longueur de 8,1 km située plus au Nord ; une passe de 0,6 km de longueur sépare cette île et la presqu’île.
D’une longueur de 43,8 km, ce lac comporte :
- une baie du Sud (longueur : 12,3 km) qui déborde vers le Sud dans les cantons d’Achintre et de Sulte ; cette partie du lac reçoit par le Sud les eaux de la rivière Oskélanéo ;
- une baie de l’Est de nature difforme qui s’étend dans les cantons de Myrand et de Sulte vers l’Est jusqu’au bassin versant de la rivière Nemio ;
- une baie du Nord de nature difforme qui recueille la rivière Nemio (venant du Sud-Est) et qui s’étend dans les cantons de Myrand et de Lemay.

L’embouchure du lac est située du côté Nord-Est, au travers d’un archipel d’îles séparant le lac Bureau et lac Marmette (réservoir Gouin), soit juste au Sud du village d’Obedjiwan. La confluence entre le passage Nord-Est du lac Bureau et la rive Ouest du Lac Bureau est localisée à :
- 10,3 km au Sud du centre du village de Obedjiwan lequel est situé sur une presqu’île de la rive Nord du réservoir Gouin ;
- 69,3 km à l’Ouest du barrage Gouin ;
- 115,7 km au Nord-Ouest du centre du village de Wemotaci (rive Nord de la rivière Saint-Maurice) ;
- 207 km au Nord-Ouest du centre-ville de La Tuque ;
- 308 km au Nord-Ouest de l’embouchure de la rivière Saint-Maurice (confluence avec le fleuve Saint-Laurent à Trois-Rivières)[1].

À partir de la décharge de la passe reliant le lac Bureau et le lac Marmette (réservoir Gouin), le courant coule sur 98 km jusqu’au barrage Gouin, selon les segments suivants :
- vers l’Est en contournant de nombreuses îles et en traversant le lac Marmette (réservoir Gouin), puis le lac McSweeney ;
- vers le Sud-Est en traversant la Baie Marmette Sud, le lac Nevers (réservoir Gouin), en contournant notamment l’île de la Croix, l’île aux Femmes et l’île Kaminictikotanak ;
- vers l’Est en contournant par le Nord une grande péninsule rattachée à la rive Sud du réservoir Gouin, puis se redirige dans le bras Sud-Est du lac Brochu (réservoir Gouin) ;
- vers l’Est la baie Kikendatch jusqu’au barrage Gouin.

À partir de ce barrage, le courant emprunte la rivière Saint-Maurice jusqu’à Trois-Rivières.

## Toponymie
Une carte datant de 1924 comporte trois nappes d'eau distinctes, nullement reliées entre elles, à l'emplacement de l'actuel lac Bureau. Le rehaussement graduel des eaux, provoqué par la création du réservoir Gouin en 1948, entraîne la fusion du Grand lac du Sud et des lacs du Nord et de l'Est, créant ainsi une nouvelle entité lacustre.
Cet hydronyme qui a été officialisé depuis 1935, évoque l’œuvre de vie de Joseph Bureau (1837-1914). Né à l'Ancienne-Lorette, en banlieue de Québec (ville), cet explorateur-cartographe a grandement contribué à reculer les frontières de la connaissance topographique du Québec en le parcourant en tous sens, du Labrador à l'Outaouais (Québec) et du fleuve Saint-Laurent à la baie d'Hudson. Ses services furent notamment retenus en 1870 pour établir le meilleur tracé en vue de la construction d'un chemin de fer vers le lac Saint-Jean et en Mauricie.
L'année suivante, il remonte avec John Bignell le Saint-Maurice jusqu'à sa source, le lac du Mâle, maintenant intégré au réservoir Gouin.
En 1872, Bureau accepte de diriger la manœuvre de flottage des billots sur cette rivière. Longtemps associé au curé Labelle pour l'ouverture de territoires propices à la colonisation du nord, il s'intéresse par la suite à l'établissement d'une voie ferrée depuis Québec (ville) jusqu'à la côte atlantique, puis explore une grande partie de la Côte-Nord. Jusqu'à la fin de sa vie, Joseph Bureau demeura actif. Le lac Bureau porte aussi le nom attikamek Opiskaw Sakahikan, lac élevé.
Le toponyme "Lac Bureau" a été officialisé le 18 décembre 1986 par la Commission de toponymie du Québec.